# Ronald L. Watts

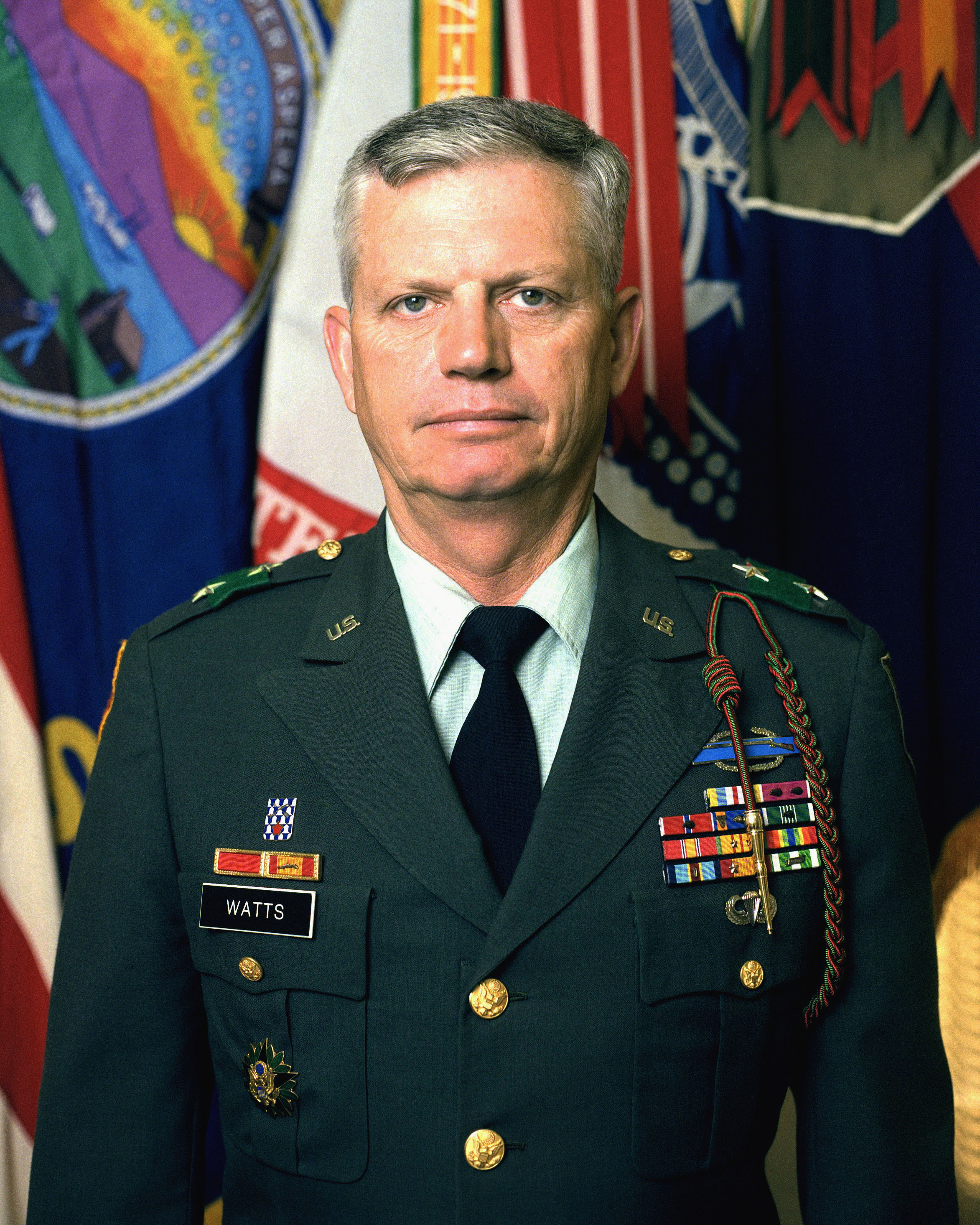
Ronald Watts (1984)

Ronald L. Watts (* 27. Juni 1934 in Seneca, Newton County, Missouri) ist ein pensionierter Generalleutnant der United States Army. Er war unter anderem Kommandeur des VII. Corps.
Ronald Watts studierte an der Pittsburg State University in Kansas und machte eine Offiziersausbildung im Rahmen des ROTC-Programms. Im Jahr 1956 wurde er als Leutnant der Infanterie zugeteilt. In der Armee durchlief er anschließend alle Offiziersränge vom Leutnant bis zum Dreisterne-General. Während seiner langen Militärlaufbahn absolvierte er die obligatorischen Offiziersschulen wie den Grund- und den Fortgeschrittenenkurs für Offiziere der Infanterie, das Command and General Staff College und das Air War College der Air Force.
In den Jahren nach 1956 war er an verschiedenen Standorten in den Vereinigten Staaten, in Südkorea und in Europa stationiert. Zwischenzeitlich war er Lehrer an der Infanterieschule in Fort Benning und fungierte auch als Stabsoffizier. Er war auch mehrfach in verschiedenen Funktionen im Vietnamkrieg eingesetzt. Dazwischen bekleidete er weitere Generalstabsaufgaben darunter auch im Pentagon. Im Lauf der Jahre übernahm er mit jeder Beförderung höhere Kommandos. So wurde er Regimentskommandeur und Stabschef der 1. Panzerdivision. Schließlich übernahm er das Kommando über den Wehrbereich III (United States Army Readiness and Mobilization Region III) in Fort George G. Meade in Maryland. Danach wurde er stellvertretender Kommandeur der 1. Armee.
Zwischen Juni 1984 und April 1986 kommandierte Ronald Watts die 1. Infanteriedivision und von Juli 1987 bis August 1989 war er Kommandeur des VII. Corps, dessen Hauptquartier sich in Stuttgart befand. Im Jahr 1989 ging er im Rang eines Generalleutnants in den Ruhestand.
Ronald Watts ist mit Anita Abelquist verheiratet, mit der er eine Tochter hat. Im Jahr 2020 unterstützte er den Wahlkampf von Donald Trump zu dessen erfolgloser Wiederwahl in das Amt des Präsidenten der Vereinigten Staaten.

## Orden und Auszeichnungen
Ronald Watts erhielt im Lauf seiner militärischen Laufbahn unter anderem folgende Auszeichnungen:
- Legion of Merit
- Bronze Star Medal
- Air Medal
- Army Commendation Medal
- Combat Infantryman Badge